# Virginia Slims of Central New York 1985
Il Virginia Slims of Central New York 1985 è stato un torneo di tennis giocato sul cemento. 
È stata la 6ª edizione del torneo, che fa parte del Virginia Slims World Championship Series 1985. 
Si è giocato a Monticello, New York negli USA dal 19 al 25 aprile 1985.

## Campionesse

### Singolare
Barbara Potter ha battuto in finale  Helen Kelesi con il punteggio di 4–6, 6–3, 6–2

### Doppio
Mercedes Paz /  Gabriela Sabatini hanno battuto in finale  Andrea Holíková /  Kateřina Skronská con il punteggio di 5–7, 6–4, 6–3